# Caupolicana adusta
Caupolicana adusta är en biart som beskrevs av Heinrich Friese 1899. Caupolicana adusta ingår i släktet Caupolicana och familjen korttungebin. Inga underarter finns listade.